# Mujaheddin

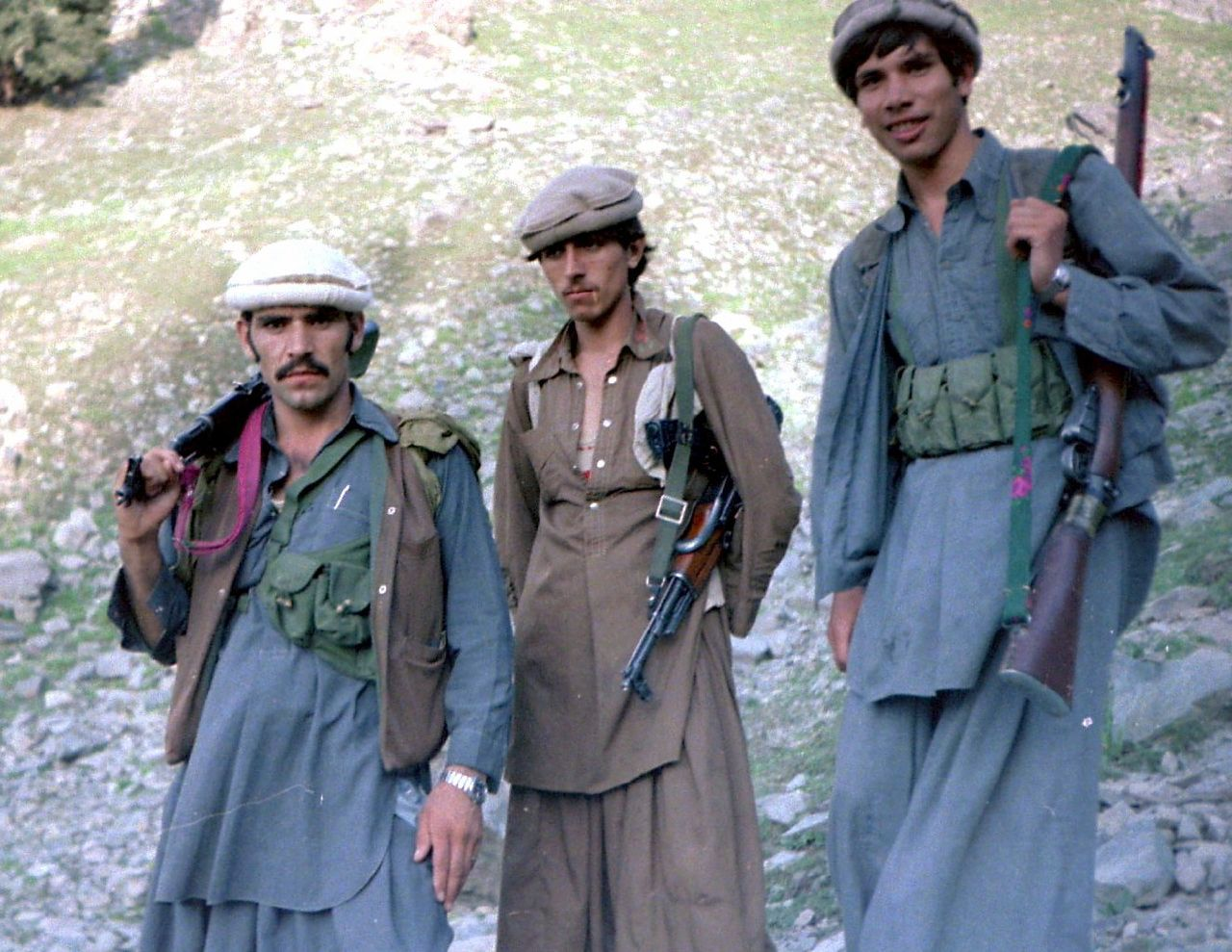
Tre mujaheddin i Asmar, Afghanistan, 1985.

Mujaheddin eller mujahidin (arabiska مجاهدين, sing. mujahid) är i allmän betydelse muslimer som utger sig själva att vara krigare för sin tro. Ordet mujahidin började först användas under 1700-talet i Indien som beteckning på "heliga krigare" i samband med muslimsk väckelserörelse.
Under 1900-talet blev mujaheddin en vanlig beteckning på den väpnade islamiska motståndsrörelsen i Afghanistan. Den bildades 1979 såsom en av flera gerillagrupper som kämpade mot de sovjetiska ockupationsstyrkorna under Sovjetunionens ockupation av Afghanistan och som slutligen störtade landets kommunistregering i kriget 1979–1992. I det därpå följande inbördeskriget i Afghanistan stred olika mujaheddinfraktioner mot varandra. Delvis som en reaktion mot alla övergrepp från mujaheddinkrigare tog talibanmilisen som var en av dessa grupper, makten över större delen av landet 1996 och utropade Islamiska emiratet Afghanistan.
Mujaheddin, som betyder "de som kämpar" eller "de som anstränger sig" för tron eller för det heliga kriget är förknippat med jihad, används både allmänt och av dem själva som beteckning på beväpnade islamister eller muslimska grupper som är inblandade i stridigheter mot icke-muslimer eller sekulariserade muslimska regimer.